# Comitato consultivo dei nomi antartici
Il Comitato consultivo dei nomi antartici (in inglese Advisory Committee on Antarctic Names), conosciuto anche come  ACAN o  US-ACAN, è un comitato consultivo statunitense all'interno dell'United States Board on Geographic Names  con il compito di assegnare nomi ai luoghi geografici antartici. Dato che gli Stati Uniti, in base al trattato antartico non riconoscono alcuna rivendicazione antartica il comitato può assegnare nomi in tutto il continente, consultandosi se lo ritiene necessario con i suoi omologhi di altre nazioni.
Il comitato ha pubblicato una policy dove sono stabilite regole relative alla nomenclatura riguardanti in particolare la priorità di applicazione, l'appropriatezza e l'estensione da usare.